# Skywalker Sound
Skywalker Sound és una companyia pertanyent a Lucasfilm, que al seu torn, és una subsidiària de The Walt Disney Company, encarregada en disseny de so, edició de so, mescla de so, i inclusivament, és un estudi d'enregistrament per a bandes sonores, fundada per George Lucas en 1975. Les seves principals instal·lacions estan situades en Lucas Valley, prop de Nicasio, Califòrnia.
Va començar amb el seu nom Sprocket Systems en Sant Anselmo, Califòrnia. Durant aquesta etapa, Sprocket Systems va entrar en contacte amb alguns dels residents. Un dels habitants, per exemple, va ser descobert durant una tarda de compres i va esdevenir una de les veus de E.T. Fins i tot es diu que Harrison Ford, durant l'enregistrament de La recerca de l'arca perduda, va practicar la tècnica d'utilitzar el fuet en un aparcament. L'empresa es va desplaçar de Sant Anselmo després d'una forta inundació el mes de gener de l'any 1982.
Va canviar oficialment a Skywalker Sound l'any 1987 després que l'empresa es traslladés a la seva seu, eventualment, on encara es troba, un edifici que és conegut popularment com el Skywalker Ranch (El Ranxo Skywalker), ja que aquest es troba envoltat de sembres, pujols i camps a l'aire lliure, a l'estil d'una granja.
Fins al moment, és l'empresa que alberga als millors dissenyadors de so i mescladors de re-enregistrament del món, com Ben Burtt, Gary Rydstrom, Tom Myers, Randy Thom i molts més que han estat també nominats als Oscars i altres premis pels seus importants treballs en la indústria del cinema i el so.
Skywalker no solament dissenya so per a pel·lícules de George Lucas o Lucasfilm, sinó també ha estat contractada per altres empreses i companyies per al disseny de so de pel·lícules dirigides per directors com Steven Spielberg, James Cameron, John Lasseter i altres directors especialitzats en àrees com l'animació i el rodatge en imatge real.
Des de la respiració de Darth Vader fins a la veu icònica de Wall-E, Skywalker Sound ha aconseguit moure audiències amb els seus usos innovadors de l'audio durant més de 35 anys. Skywalker Sound s'especialitza en el disseny de so i postproducció d'àudio en molts camps, des de pel·lícules a videojocs. La instal·lació ha creat els paisatges sonors de centenars de pel·lícules d'entre les quals destaquem Star Wars, Iron Man o Jurassic Park a més d'algunes obres de dibuixos animats.
Skywalker Sound ha guanyat 15 premis de l'Acadèmia i ha rebut 62 nominacions.

## Sprocket Systems

### 1975-1987
Sprocket Systems va ser una empresa fundada per George Lucas especialitzada en so, efectes de so, disseny de so i mescla. L'any 1987, l'equip de Sprocket Systems es va traslladar al conegut com "Skywalker Ranch" (El Ranxo Skywalker) i va passar a anomenar-se Skywalker Sound.

### 1987- actualitat
Skywalker Sound té contractats, aproximadament i depenent del camp, entre 80 i 160 empleats i proveeix produccions de so i musica per a pel·lícules, anuncis, televisió, IMAX i altres formats de llargmetratge i videojocs. Les seves produccions van des de peces per a piano fins a treballs complets on s'utilitzen orquestres de 130 instruments. Cada any treballen a 20 o 30 pel·lícules i des del 2014 han treballat aproximadament en 100 projectes diferents i han rebut nombrosos premis al llarg de la seva trajectòria.

## Premis

### Premis HPA
- Premi d'àudio destacat- Wall·e (2008)

### Premis Grammy
- Millor interpretació de música de cambra- Kronos Quartet (2004)
- Millor àlbum de Jazz vocal - Good Night and Good luck (2006)
- Millor enginyeria de gravació clàssica - The Complete Viola Works (2010)
- Millor enginyeria de gravació clàssica - Ask Your Mama (2015)

### Premis Emmy
- Guardó especial en muntatge de so per a una sèrie- Indiana Jones (1993)
- Millor edició de so per una minisèrie, pel·lícula o especial- Hemingway& Gellhorn (2012)
- Millor mescla de so per una sèrie de drama o comèdia- House of Cards (2014)

### Premis BAFTA
- Millor so- Star Wars (1979)
- Millor so- Terminator 2 (1992)
- Millor so- Salvem el soldat Ryan (1999)
- Millor so- The Revenant (2015)

### Premis CAS
- Guardó especial en muntatge de so per la pel·lícula de la setmana o una minisèrie - Indiana Jones (1995)
- Guardó especial en mescla de so per una pel·lícula - Forrest Gump (1995)
- Guardó especial en mescla de so per una pel·lícula - Titanic (1998)
- Guardó especial en mescla de so per una pel·lícula - Salvem el soldat Ryan (1999)
- Guardó especial en mescla de so per una pel·lícula d'animació - Brave (2011)
- Guardó especial en mescla de so per una pel·lícula Live action - The Revenant (2016)
- Guardó especial en mescla de so per una pel·lícula d'animació - Inside Out (2016)
- Guardó especial en mescla de so per una pel·lícula d'animació - Buscando a Dory (2017)
- Guardó especial en mescla de so per una pel·lícula documental - The Music of Strangers (2017)

### Premis MPSE Golden Reel
- Millor edició de so en una pel·lícula d'animació- Hercules (1998)
- Millor edició de so Diàleg i ADR- Titanic (1998)
- Millor edició de so, efectes de so i foley- Titanic (1998)
- Millor edició de so per una pel·lícula d'animació - Bichos (1999)
- Millor edició de so Diàleg i ADR - Salvem el soldat Ryan (1999)
- Millor edició de so, efectes de so i foley - Salvem el soldat Ryan (1999)
- Millor edició de so en una pel·lícula d'animació- The Iron Giant (2000)
- Millor edició de so en una pel·lícula d'animació- Titan (2001)
- Millor edició de so en una pel·lícula d'animació- Atlantis (2002)
- Millor edició de so en característiques domèstiques- Piratas del Caribe (2004)
- Millor edició de so en llargmetratge d'animació - Los Increibles (2005)
- Millor edició de so - Harry Potter (2006)
- Millor edició de so en una pel·lícula d'animació, efectes de so, foley, diàleg, ADR- Cars (2007)
- Millor edició de so en una pel·lícula d'animació, efectes de so, foley, diàleg, ADR- Ratatuille (2008)
- Millor edició de so a sèrie d'animació de televisió- Clone Wars(2009)
- Millor edició de so en una pel·lícula d'animació, efectes de so, foley, diàleg, ADR- Wall·e (2009)
- Millor edició de so- diàleg i ADR - Benjamin Button (2009)
- Millor edició de so en una pel·lícula d'animació, efectes de so, foley, diàleg, ADR- Up (2010)
- Millor edició de so en una pel·lícula - diàleg i ADR - Super 8 (2012)
- Millor edició de so en una pel·lícula d'animació, efectes de so, foley, diàleg, ADR-Com entrenar al teu drac 3D (2011)
- Millor edició de so en una pel·lícula - diàleg i ADR- The Social Network (2011)
- Millor edició de so, efectes especials i foley - War Horse (2012)
- Millor edició de so en una pel·lícula d'animació, efectes de so, foley, diàleg, ADR- Rompe Ralph (2013)
- Millor edició de so (documental)- Dirty Wars (2014)
- Millor edició de so en una pel·lícula d'animació, efectes de so, foley, diàleg, ADR- Epic (2014)
- Millor edició de so en una pel·lícula d'animació, efectes de so, foley, diàleg, ADR- Big Hero (2015)
- Millor edició de so a sèrie d'animació de televisió- Star Wars Rebels (2015)
- Millor so en directe per un vídeo d'animació- Clone Wars (2015)
- Millor edició de so (documental)- The Music of Strangers (2017)
- Millor edició de so en una pel·lícula d'animació, efectes de so, foley, diàleg, ADR- Moana (2017)

### Premi de l'Acadèmia
- Premi especial per efectes de so - Star Wars (1978)
- Millor so- L'imperi contraataca (1980)
- Millors efectes, edició d'efectes de so- E.T (1983)
- Millors efectes, edició d'efectes de so- Indiana Jones (1990)
- Millor so- Terminator 2 (1992)
- Millors efectes, edició d'efectes de so- Terminator 2 (1992)
- Millor so- Jurassic Park (1994)
- Millors efectes, edició d'efectes de so- Jurassic Park (1994)
- Millors efectes, edició d'efectes de so- Titanic (1998)
- Millor so- Titanic (1998)
- Millor so - Salvem el soldat Ryan (1999)
- Millors efectes, edició d'efectes de so - Salvem el soldat Ryan (1999)
- Millor so - Cast Away (2001)
- Millor edició de so- Pearl Harbor (2002)
- Millor edició de so- Los Increibles (2005)

## Equip
- Richard Beggs – Galaxy Quest, Bugsy, Red Knot, Lost in Translation
- Tom Bellfort (1980's–2005) – The Young Indiana Jones Chronicles, Titanic, XXX: State of the Union, Frequency, Hart's War, Volcano
- Steve Bissinger – Despicable Me, La Source, Ain't Them Bodies Saints, Frank & Lola
- Steve Boeddeker – Monkeybone, Hart's War, Hellboy, All Is Lost, Frequency, Naqoyqatsi, The Divergent Series: Allegiant
- Jeremy Bowker – Star Wars: The Clone Wars, Madagascar 3: Europe's Most Wanted, Inside Out, 9, Captain America: The Winter Soldier, Red Tails
- Christopher Boyes – Titanic, Pearl Harbornido), Volcano, Titan A.E., Iron Man, Jurassic Park, Armageddon
- Ben Burtt – Star Wars, Young Indiana Jones: Attack of the Hawkmen, Wings (2012), The A-List, WALL-E, Indiana Jones
- Bob Edwards – The Young Indiana Jones Chronicles, Fruitvale Station
- Frank Eulner  – Bolt, XXX: State of the Union, Cowboys and Aliens, Lorelei: The Witch of the Pacific Ocean, Twisted – Lions for Lambs, – Starship Troopers 2: L'heroi de la Federació (Starship Troopers 2: Hero of the Federation);– Volcano, Mars Attacks! – Backdraft;  Lilo and Stitch, Armageddon
- Andre Fenley – Bolt, Lorelei: The Witch of the Pacific Ocean, Ice Age: Dawn of the Dinosaurs , Mars Attacks! , Saving Private Ryan , Fanny, Annie and Danny
- Ryan J. Frias – Star Wars Rebels (Season 1);
- Richard Hymns – Indiana Jones and the Last Crusade, Jurassic Park, Saving Private Ryan, Hulk, Mars Attacks!; – Captain America: The Winter Soldier, Terminator 2: Judgment Day, Hellion, Avengers: Age of Ultron
- Leslie Ann Jones
- J.R. Grubbs – Bolt, La increïble però certa història de la Caputxeta Vermella (Hoodwinked!), Lorelei: The Witch of the Pacific Ocean, Jurassic Park, Baby's Day Out, The Adventures of Tintin
- Scott Guitteau – Pearl Harbor, Bolt, Forrest Gump, Volcano, Pitch Black, Armageddon
- Lora Hirschberg  – Titanic, The Lord of the Rings: The Return of the King, The Dark Knight, Inception, Monkeybone; – Bum's Paradise; g – Sentenced Home; – Blessed is the Match: The Life and Death of Hannah Senesh – The Dog
- Pete Horner – Jurassic World, Hemingway and Gellhorn, Rio, Madagascar: Escape 2 Africa
- Ren Klyce – The Game, Se7en, Oblivion, The Boxtrolls, Inside Out
- Casey Langfelder – Hemingway and Gellhorn, Iron Man 2, Ice Age: Dawn of the Dinosaurs
- Dennis Leonard – The Iron Giant, Free Birds, Madagascar 3: Europe's Most Wanted, What Lies Beneath, The Polar Express, 500 Nations, Despicable Me
- Michael Levine – Ice Age: Dawn of the Dinosaurs
- Scott Levine
- Tom Myers – Quest for Camelot, Hoodwinked! The Dust Factory, Cars, Toy Story 3, The Mexican, The Sky Crawlers, Toy Story of Terror, Up, THX 1138 (2004 Director's Cut), Lorelei: The Witch of the Pacific Ocean, Armageddon, JoJo's Bizarre Adventure: Phantom Blood
- Al Nelson – Book of Dragons, Jurassic World, Paragraph 175, ADR1FT, Lorelei: The Witch of the Pacific Ocean, Bully, A New York Heartbeat, A Town Has Turned to Dust
- Tim Nielsen – Monkeybone, John Carter, Finding Dory, Moana
- Steve Orlando – Madagascar 3: Europe's Most Wanted, Jurassic World, Rio, Unearthing the Dream
- David Peifer
- Juan Peralta – Oblivion, Titan A.E.
- Gary A. Rizzo – Sea of Dreams, Major Damage, The Star Wars Trilogy: Special Edition, Inception, Daybreak Berlin, Minions, The Divergent Series: Allegiant
- Gary Rydstrom – Terminator 2: Judgment Day, Titanic, Single White Female, My Family, Jurassic Park, Jurassic World, Super 8, Bully, Mrs. Doubtfire
- Chris Scarabosio – Gumby Adventures, Despicable Me, The Young Indiana Jones Chronicles, Titan A.E., Star Wars: Episode I – The Phantom Menace
- Michael Semanick  – The Lord of the Rings: The Two Towers, Star Wars: Episode II – Attack of the Clones, King Kong, Ratatouille, WALL-E, Up, Toy Story 3, Cars 2, There Will Be Blood, Monkeybone
- Michael Silvers – The Young Indiana Jones Chronicles, Monsters, Inc., Atlantis: The Lost Empire, The Incredibles
- Mac Smith – Osmosis Jones, Free Birds, Hoodwinked!, Scout's Honor: Inside a Marching Brotherhood, The Peanuts Movie
- Gary Summers – Raiders of the Lost Ark, Toy Story of Terror, The Star Wars Trilogy: Edició Especial
- Randy Thom – Forrest Gump, The Incredibles, The Polar Express, Ratatouille, Ghost in the Shell 2.0, Bolt, The Sky Crawlers, The Iron Giant, The Croods, Osmosis Jones, Return of the Jedi, The Empire Strikes Back, Apocalypse Now, The Peanuts Movie
- Ethan Van der Ryn – My Family, Saving Private Ryan, Pearl Harbor, X-Men, Armageddon
- Gwendolyn Yates Whittle – Rio, The Young Indiana Jones Chronicles, The Peanuts Movie, A New York Heartbeat
- Bonnie Wild – Star Wars Rebels (Season 2);
- Dug Winningham – Fight Club, Inherent Vice, The Little Prince, The Birth of a Nation, The BFG
- Matthew Wood – Titan A.E., Star Wars: Episode I – The Phantom Menace, Revenge of the Sith, The Master, Red Tails, Star Trek: Into Darkness, The Young Indiana Jones Chronicles, Alchemy (1995), Night of the Black Widow; – Eraser, Armageddon, Con Air, The Rock, Volcano; – Adventures in Animation 3D, Armageddon, The Divergent Series: Allegiant

Moltes de les persones que figuren en aquest apartat van començar a treballar en postproducció de so a The Paul Zaentz Film Center i a American Zoetrope i han treballat o segueixen treballant en conjunt amb Skywalker Sound.